# Heliocopris quinqueangulatus
Heliocopris quinqueangulatus là một loài bọ cánh cứng trong họ Bọ hung (Scarabaeidae).